# Максвелл, Джен
Джен Максвелл (англ. Jan Maxwell; 20 ноября 1956, Фарго, Северная Дакота, США — 11 февраля 2018, Нью-Йорк, Нью-Йорк, США) — американская актриса

.

## Ранние годы
Дженис Элейн Максвелл родилась в Фарго (штат Северная Дакота, США), став пятым ребёнком из шести в семье бывшего первого окружного судьи Рэйфа Б. Максвелла (1919—2014), который служил в Северной Дакоте с 1967 по 1978 года, и его жены, Элизабет Максвелл (в девичестве Фаргессон; 1926—2015), позже ставшей юристом в Агентстве по охране окружающей среды США. Она окончила Среднюю школу в Уэст-Фарго, Университет Юты и Мурхедский университет Миннесоты.
В 1973 году она сыграла главную роль Бедовой Джейн в школьной постановке пьесы «Дедвуд Дик».

## Карьера
Она была пятикратным номинантом премии «Тони» и двукратным лауреатом премии «Драма Деск». За свою карьеру, которая охватывает более тридцати лет, Максвелл стала одной из самых знаменитых и критически признанных театральных актрис своего времени.
Бродвейский дебют Максвелл состоялся в 1989 году в мюзикле «Город ангелов».
Максвелл появилась в таких фильмах и телесериалах, как «Меня зовут Майкл» с Джеймсом Франко, «Билли и Билли» Нила Лабута (2014—15), «Разделение» (2014), «Хорошая жена» (2014) и «Сплетница» (2009—2011). С 1994 по 2003 год она сыграла в четырёх эпизодах драмы NBC"Закона и порядка", каждый раз в разных ролях.

## Личная жизнь и смерть
С 1993 года Максвелл была замужем за актёром и драматургом Робертом Эмметом Ланни, от которого у неё был сын — Уильям Максвелл-Ланни.
В 2005 году у Максвелл был диагностирован рак молочной железы. 11 февраля 2018 года она умерла от канцероматоза мозговых оболочек, вызванного болезнью, у себя дома на Манхэттене на 62-м году жизни.

## Избранная фильмография
| Год       |   | Русское название | Оригинальное название | Роль             |
| --------- | - | ---------------- | --------------------- | ---------------- |
| 2009—2011 | с | Сплетница        | Gossip Girl           | директор Квеллер |